# Philippinische Badmintonmeisterschaft 2012
Die Philippinische Badmintonmeisterschaft 2012 fand vom 27. Mai bis zum 1. Juni 2012 als 2012 POC-PSC National Games Badminton Championships in Dumaguete City statt. 

## Sieger und Platzierte
| Disziplin    | Gold                                       | Silber                               | Bronze                                         |
| ------------ | ------------------------------------------ | ------------------------------------ | ---------------------------------------------- |
| Herreneinzel | Antonino Benjamin Gadi                     | Kevin Cudiamat                       | Paul Jefferson Vivas                           |
| Herreneinzel | Antonino Benjamin Gadi                     | Kevin Cudiamat                       | Ralph Ian Mendez                               |
| Dameneinzel  | Ma. Bianca Ysabel Carlos                   | Janelle Gloriane R. De Vera          | Danica San Ignacio                             |
| Dameneinzel  | Ma. Bianca Ysabel Carlos                   | Janelle Gloriane R. De Vera          | Izza Temporosa                                 |
| Herrendoppel | Philip Joper Escueta Peter Gabriel Magnaye | Andrei Babad Paul Jefferson Vivas    | Justin Natividad Patrick Natividad             |
| Herrendoppel | Philip Joper Escueta Peter Gabriel Magnaye | Andrei Babad Paul Jefferson Vivas    | Mark Shelley Alcala Kevin Cudiamat             |
| Damendoppel  | Gelita Castilo Dia Nicole Magno            | Irish Mae Ares Jessa Mae Lagat       | Marina F. Caculitan Joella Geva R. De Vera     |
| Damendoppel  | Gelita Castilo Dia Nicole Magno            | Irish Mae Ares Jessa Mae Lagat       | Janelle Gloriane R. De Vera Danica San Ignacio |
| Mixed        | Kevin Alfred Dalisay Danica San Ignacio    | Paolo Lorenzo Sunga Dia Nicole Magno | Rondee Lumanog Gayle Garcia                    |
| Mixed        | Kevin Alfred Dalisay Danica San Ignacio    | Paolo Lorenzo Sunga Dia Nicole Magno | John Enrique Estorba Jeralyn Taboada           |